# Super Bowl XXV
Super Bowl XXV was de 25e editie van de Super Bowl, een Americanfootballwedstrijd tussen de kampioenen van de National Football Conference en de American Football Conference waarin bepaald werd wie de kampioen werd van de National Football League voor het seizoen van 1990. De wedstrijd werd gespeeld op 27 januari 1991 in het Tampa Stadium in Tampa, Florida. De New York Giants wonnen de wedstrijd met 20–19 van de Buffalo Bills.

## Play-offs
Play-offs gespeeld na het reguliere seizoen.
| Geplaatste teams | Geplaatste teams                      | Geplaatste teams                   |
| Plaats           | AFC                                   | NFC                                |
| ---------------- | ------------------------------------- | ---------------------------------- |
| 1                | Buffalo Bills (Oost-winnaar)          | San Francisco 49ers (West-winnaar) |
| 2                | Los Angeles Raiders (West-winnaar)    | New York Giants (Oost-winnaar)     |
| 3                | Cincinnati Bengals (Centraal-winnaar) | Chicago Bears (Centraal-winnaar)   |
| 4                | Miami Dolphins                        | Philadelphia Eagles                |
| 5                | Kansas City Chiefs                    | Washington Redskins                |
| 6                | Houston Oilers                        | New Orleans Saints                 |

|  | Wildcard Play-offs         | Wildcard Play-offs         |                                        |                       | Divisional Play-offs      | Divisional Play-offs      |                        |                        | NFC & AFC Championships | NFC & AFC Championships |  |  | Super Bowl XXV | Super Bowl XXV |
|  |                            |                            |                                        |                       |                           |                           |                        |                        |                         |                         |  |  |                |                |
|  | Veterans Stadium, 5 jan.   | Veterans Stadium, 5 jan.   |                                        |                       | Candlestick Park, 12 jan. | Candlestick Park, 12 jan. |                        |                        |                         |                         |  |  |                |                |
|  | Veterans Stadium, 5 jan.   | Veterans Stadium, 5 jan.   | Candlestick Park, 20 jan.              |                       | Candlestick Park, 12 jan. | Candlestick Park, 12 jan. |                        |                        |                         |                         |  |  |                |                |
|  | Veterans Stadium, 5 jan.   | Veterans Stadium, 5 jan.   | San Francisco 49ers                    | 28                    |                           |                           |                        |                        |                         |                         |  |  |                |                |
|  | Philadelphia Eagles        | 6                          | San Francisco 49ers                    | 28                    |                           |                           |                        |                        |                         |                         |  |  |                |                |
|  | Philadelphia Eagles        | 6                          |                                        | Washington Redskins   | 10                        |                           |                        |                        |                         |                         |  |  |                |                |
|  | Washington Redskins        | 20                         |                                        | Washington Redskins   | 10                        | San Francisco 49ers       | 13                     |                        |                         |                         |  |  |                |                |
|  | Washington Redskins        | 20                         | Giants Stadium, 13 jan.                |                       |                           | San Francisco 49ers       | 13                     |                        |                         |                         |  |  |                |                |
|  | Soldier Field, 6 jan.      | Soldier Field, 6 jan.      |                                        | New York Giants       | 15                        |                           | Tampa Stadium, 27 jan. | Tampa Stadium, 27 jan. |                         |                         |  |  |                |                |
|  | Soldier Field, 6 jan.      | Soldier Field, 6 jan.      | New York Giants                        | New York Giants       | 15                        | 31                        | Tampa Stadium, 27 jan. | Tampa Stadium, 27 jan. |                         |                         |  |  |                |                |
|  | Chicago Bears              | 16                         | New York Giants                        |                       |                           | 31                        | Tampa Stadium, 27 jan. | Tampa Stadium, 27 jan. |                         |                         |  |  |                |                |
|  | Chicago Bears              | 16                         |                                        | Chicago Bears         | 3                         |                           | Tampa Stadium, 27 jan. | Tampa Stadium, 27 jan. |                         |                         |  |  |                |                |
|  | New Orleans Saints         | 6                          |                                        | Chicago Bears         | 3                         | New York Giants           | 20                     |                        |                         |                         |  |  |                |                |
|  | New Orleans Saints         | 6                          | Rich Stadium, 12 jan.                  |                       |                           | New York Giants           | 20                     |                        |                         |                         |  |  |                |                |
|  | Joe Robbie Stadium, 5 jan. | Joe Robbie Stadium, 5 jan. | Rich Stadium, 20 jan.                  | Rich Stadium, 20 jan. |                           | Buffalo Bills             | 19                     |                        |                         |                         |  |  |                |                |
|  | Joe Robbie Stadium, 5 jan. | Joe Robbie Stadium, 5 jan. | Rich Stadium, 20 jan.                  | Rich Stadium, 20 jan. | Buffalo Bills             | Buffalo Bills             | 19                     | 44                     |                         |                         |  |  |                |                |
|  | Miami Dolphins             | 17                         | Rich Stadium, 20 jan.                  | Rich Stadium, 20 jan. | Buffalo Bills             |                           |                        | 44                     |                         |                         |  |  |                |                |
|  | Miami Dolphins             | 17                         | Rich Stadium, 20 jan.                  | Rich Stadium, 20 jan. |                           | Miami Dolphins            | 34                     |                        |                         |                         |  |  |                |                |
|  | Kansas City Chiefs         | 16                         |                                        | Buffalo Bills         | 51                        | Miami Dolphins            | 34                     |                        |                         |                         |  |  |                |                |
|  | Kansas City Chiefs         | 16                         | Los Angeles Memorial Coliseum, 13 jan. | Buffalo Bills         | 51                        |                           |                        |                        |                         |                         |  |  |                |                |
|  | Riverfront Stadium, 6 jan. | Riverfront Stadium, 6 jan. |                                        | Los Angeles Raiders   | 3                         |                           |                        |                        |                         |                         |  |  |                |                |
|  | Riverfront Stadium, 6 jan. | Riverfront Stadium, 6 jan. | Los Angeles Raiders                    | Los Angeles Raiders   | 3                         | 20                        |                        |                        |                         |                         |  |  |                |                |
|  | Cincinnati Bengals         | 41                         | Los Angeles Raiders                    |                       |                           | 20                        |                        |                        |                         |                         |  |  |                |                |
|  | Cincinnati Bengals         | 41                         |                                        | Cincinnati Bengals    | 10                        |                           |                        |                        |                         |                         |  |  |                |                |
|  | Houston Oilers             | 14                         |                                        | Cincinnati Bengals    | 10                        |                           |                        |                        |                         |                         |  |  |                |                |
|  | Houston Oilers             | 14                         |                                        |                       |                           |                           |                        |                        |                         |                         |  |  |                |                |